# Traque-affût

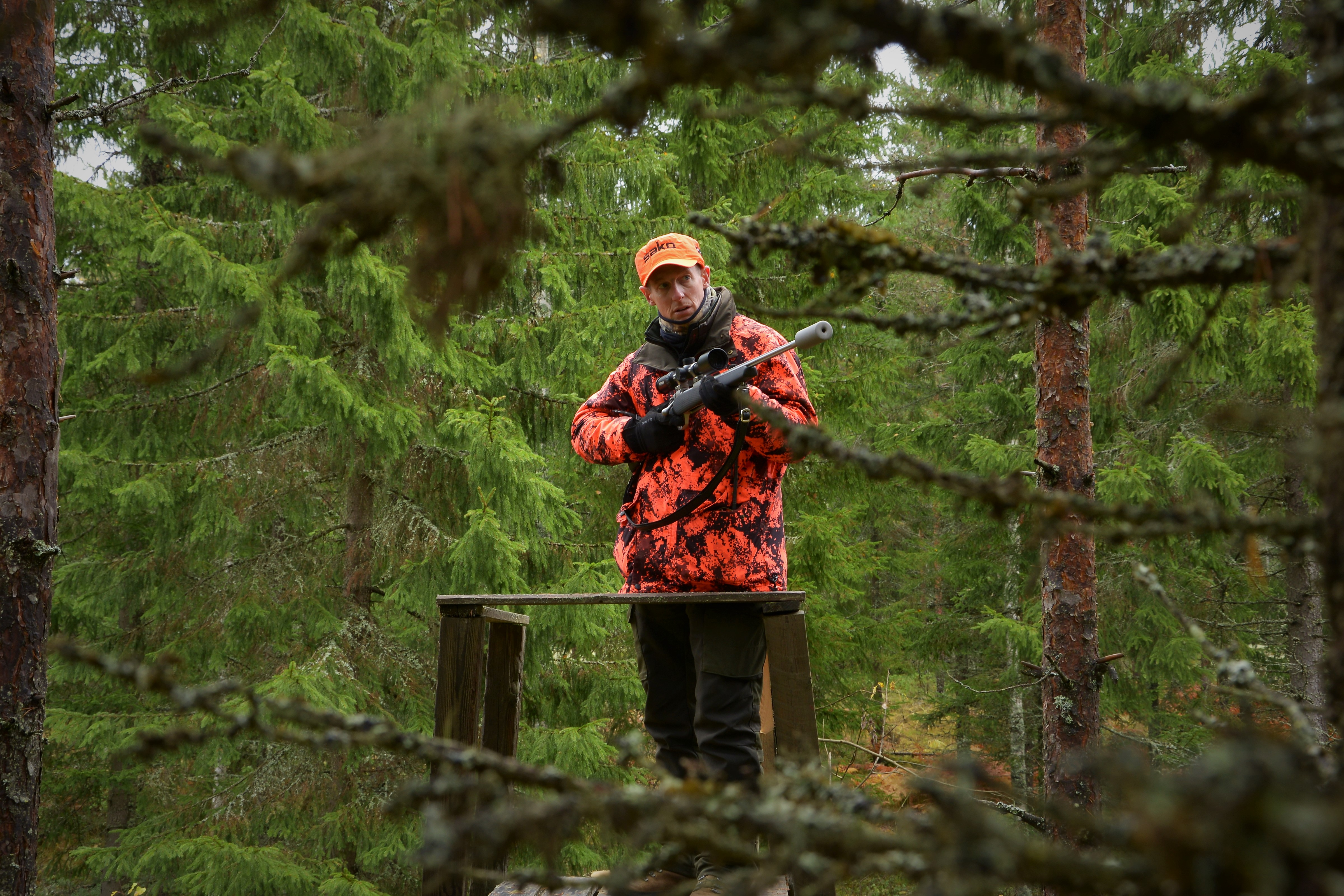
Un chasseur positionné sur mirador.

La traque-affût est un mode de chasse collective au grand gibier alternatif à la battue.

## Définition
La traque-affût consiste à positionner les postés non pas en ligne, sauf exception liée au relief, mais à proximité des coulées de fuite des animaux, que ce soit à l’intérieur des enceintes ou à l’écart de celles-ci. Les postés sont souvent très éloignés les uns des autres, et en hauteur. Ceci permet d’autoriser le tir à 360 degrés à très courte distance,,.

## Préparation
Ce mode de chasse nécessite de procéder préalablement à un repérage du territoire afin d’y déterminer les futurs emplacements des postes de tir. Ceux-ci, lorsque le relief est insuffisant pour assurer un tir fichant, sont souvent matérialisés par des miradors de type « battue », en bois ou en acier. Ils sont implantés au cœur des parcelles forestières, à proximité de ce que l’on estime être les coulées de fuite des animaux,.
Contrairement à la battue, on recherche une distance suffisante entre les différents postes afin que ceux-ci ne se trouvent pas en covisibilité, et qu’aucun tir ne puisse mettre en péril les autres postes. On admet généralement une distance minimale entre les miradors de 200 mètres, pour une distance de tir maximale de 40 mètres.
Ainsi postés, les chasseurs ne présentent aucun risque par rapport au non-chasseurs, puisque les tirs sont strictement circonscrits à la zone de chasse. Disséminés au cœur des bois, avec une densité d’un chasseur posté pour 6 à 10 hectares, ils sont en outre très discrets visuellement.

## Déroulement
Comme pour la battue, les participants à ce dispositif de chasse sont soit des postés, soit des rabatteurs. Au début de la journée de chasse, chaque posté tire au sort un numéro de poste. Ceci le place sous l’autorité d’un chef de secteur qui aura la tâche de le guider tout au long des opérations. Une fois les postés mis en place, les rabatteurs vont animer le territoire en tentant de mettre en mouvement le gibier.
Ces rabatteurs peuvent avoir des chiens courants comme des chiens à plus courte quête. Ils peuvent aussi ne pas en avoir. Dans ce cas, on parlera de « poussée silencieuse », ou Drucken, terme allemand signifiant « poussée ». Le rabat peut se faire en une ou plusieurs équipes, cette dernière solution présentant l’avantage de permettre une plus grande fluidité de rabat ainsi qu’une meilleure capacité à désorienter le gibier.
Afin d’assurer leur sécurité en évitant tout risque de tir dans leur direction, les rabatteurs signalent régulièrement leur position aux postés en utilisant soit leur voix, soit une corne ou pibole.
Les animaux se déplacent à une allure modérée, bien différente de celle qu’ils ont lorsqu’ils se retrouvent contraints de franchir une ligne de chasseurs postés en battue, ou de sortir en plaine. Ils passent doucement à proximité des postés qui ont l'autorisation de tirer à courte distance, de manière périphérique, à l'exception de la direction des traqueurs. Les tirs sont alors grandement facilités ; ceci explique que le ratio de balles tirées par animal au tableau diminue considérablement comparativement à la battue,,.

## Avantages par rapport à la battue

### Sécurité
La facilitation du tir, du fait de la proximité du gibier et de sa faible vitesse, permet la diminution considérable du ratio de balles tirées par animal au tableau. L'Association Nationale des Chasseurs de Grand Gibier estime qu'en France, le nombre de balles tirées en battue est en moyenne de 7 par animal tué, soit 6 balles "perdues". La traque affût permet de faire chuter ce chiffre en-dessous de 2,,.
Le positionnement des chasseurs postés, au cœur des bois, assorti de consignes strictes visant à n'autoriser les tirs qu'à très courtes distances, souvent matérialisées par des repères visuels périphériques, rend impossible tout tir au-delà de la stricte zone de chasse. Chemins ruraux, bâtiments, voies de circulation sont ainsi totalement protégés, alors que la battue génère chaque année des dizaines d'accidents du fait de tirs en direction des habitations et des véhicules.
Le grand éloignement des postes, et l'absence de covisibilité entre les postés, sont déterminants pour s'affranchir du risque de tir entre postés en battue qui représentent, selon l'Office Français de la Biodiversité, une part importante des accidents générés par la battue.

### Efficacité
Outre l’efficacité des tirs, le positionnement des postés à proximité des coulées permet une redondance des postes. Si un ou plusieurs animaux empruntent un de ces itinéraires, la probabilité de prélèvements augmente en proportion du nombre de postes qu’il pourra croiser. C’est une différence fondamentale avec la battue qui, une fois le gibier sorti et tiré, ne permet plus aucun tir.

### Discrétion
Le positionnement des chasseurs postés au cœur des bois leur permet de passer inaperçu par rapport aux promeneurs, riverains et automobilistes. La battue, en comparaison, génère des lignes de postés d’autant plus voyantes et anxiogènes que le port de tenues à haute visibilité orange est une obligation pour toute chasse collective au grand gibier.
Le moindre nombre de tirs, ainsi que leur espacement géographique et temporel, contribue également au sentiment de sécurité. L'efficacité décuplée de la méthode permet aussi de limiter le nombre de jours de chasse, tout en réalisant malgré tout le plan de chasse.

### Éthique
Le gibier, en plein cœur des parcelles forestières, se déplace à faible allure ; généralement au pas ou au trot, lorsqu'il ne s'arrête pas totalement. Le tir d’un animal dans des conditions plus favorables permet un meilleur placement des balles. Pour assurer une mort la plus rapide d’un gibier, l’idéal est d’atteindre la partie avant de celui-ci, tout particulièrement la zone cœur/poumons. Cet exercice est délicat, surtout si l’animal se meut à grand galop comme c’est très souvent le cas lors des battues. La traque-affût permet d’augmenter très significativement la proportion d’atteintes dans la zone recherchée et, ainsi, de limiter d’autant les souffrances animales.
Le faible nombre de balles tirées, combiné à l'allure modérée du gibier et à la bonne visibilité offerte par les postes surélevés, est un facteur de facilitation pour les éventuelles recherches du gibier blessé par un conducteur de "chien de rouge", spécialisé dans cette démarche,.

## Développement et popularisation
Méconnue à l’échelle nationale, la traque-affût est souvent administrativement assimilée à la battue,. Les Schémas Départementaux de Gestion Cynégétique, précisant dans chaque département les conditions d’exercice de la chasse, interdisent parfois le tir « dans la traque »,. Une telle disposition peut être un facteur bloquant si la traque-affût n’est pas reconnue comme un mode de chasse à part entière.
Constatant ces difficultés juridiques, les sénateurs réunis au cours de l'année 2022 à l'occasion d'une Mission d'Information Sénatoriale consacrée à la sécurité à la chasse ont recommandé de populariser des méthodes de chasse plus sûres, dont la traque-affût fait partie, en prenant soin de la distinguer de la battue afin que les dispositions spécifiques à celle-ci ne puissent rendre la traque-affût impossible à mettre en œuvre.
Reprenant les conclusions de cette commission, le Ministère de la Transition Écologique et de la Cohésion des Territoires , par la voix de la Secrétaire d’État chargée de l’Écologie, Madame Bérangère Couillard, a présenté le 9 janvier 2023 un plan de sécurité à la chasse enjoignant les Fédérations Départementales des Chasseurs de "favoriser les pratiques de chasse les plus sûres : tirs postés, traque-affût"… Ces Fédérations devant assurer la promotion de ces pratiques et les actions de sensibilisation au niveau local.
L'Office National des Forêts, souhaitant répondre aux problématiques de conflit d'usages, est aujourd'hui un important promoteur de la traque-affût, de même que l'Institut de France sur la Forêt de Chantilly. Depuis 2023, le Domaine National de Chambord s'est également converti à la traque-affût. De nombreux autres territoires privés se sont lancés dans cette voie,,,,.